# Franjo Oset
Franjo Oset, slovenski glasbenik; * 25. september 1985.
Je član ansambla Modrijani, kjer igra kontrabas, priložnostno pa tudi klavir in bariton. Poročen je z Marino Klinc Oset, hčerko Mira Klinca, s katero ima dva otroka. Njegov brat Peter je prav tako član Modrijanov.